# Атанас Тодев
Атанас Николов Тодев, известен като Мачуковалията, е български революционер, деец на Вътрешната македоно-одринска революционна организация.

## Биография
Роден е в гевгелийското село Мачуково (днес Евзони, Гърция). В 1895 година завършва без зрелостно свидетелство със седмия випуск педагогическите курсове на Солунската българска мъжка гимназия. Става учител и преподава в Богданци, където застава начело на местния революционен комитет. Става нелегален и влиза в четата на Аргир Манасиев в Гевгелийско. Секретар в четата на Апостол войвода. Загива при сражението в Боймица на 24 март 1901 година, в което падат и братът на Апостол Тано Терзиев и четникът Димитър Чавдаров от Карасуле, а Мицо Матракулията и Ичо Проичков са заловени. Още по време на сражението е убит поп Никола, който показва къщи, в които има комити, а Стоян Ениджевардарлията издава ръководителя на селския комитет Димитър Филев.